# Gúkovo
Gúkovo (Гу́ково en ruso) es una localidad rusa del óblast de Rostov fronteriza con Ucrania. Es el punto más elevado de la región con 250 m s. n. m.
La ciudad es conocida por ser sede de uno de los pocos clubes de rallys del sur de Rusia.

## Demografía
| 1939  | 1959   | 1970   | 1979   | 1989   | 1996   | 2002   | 2008   |
| ----- | ------ | ------ | ------ | ------ | ------ | ------ | ------ |
| 8 800 | 53 000 | 65 100 | 68 100 | 67 300 | 69 400 | 65 761 | 68 301 |